# Trachyrhachys
Trachyrhachys is een geslacht van rechtvleugeligen uit de familie veldsprinkhanen (Acrididae). De wetenschappelijke naam van dit geslacht is voor het eerst geldig gepubliceerd in 1876 door Scudder.

## Soorten
Het geslacht Trachyrhachys omvat de volgende soorten:
- Trachyrhachys aspera Scudder, 1876
- Trachyrhachys coronata Scudder, 1876
- Trachyrhachys funeralis Strohecker, 1945
- Trachyrhachys kiowa Thomas, 1872